# Neodexiopsis recedens
Neodexiopsis recedens är en tvåvingeart som först beskrevs av Stein 1904.  Neodexiopsis recedens ingår i släktet Neodexiopsis och familjen husflugor. Inga underarter finns listade i Catalogue of Life.